# Diaeta
Diaeta (Plural: Diaetae) ist in der römischen Architektur ein architektonisch abgesetzter und/oder funktionell getrennter Teil einer Gesamtanlage. Neben den Bedeutungen „geregelte Lebensführung“ und „Diät“ bezeichnete der lateinische Begriff (wie auch das griechische δίαιτα) den Wohnort oder Wohnraum.
Spezifisch wurde der Begriff insbesondere in den Villenbriefen von Plinius dem Jüngeren gebraucht für Gruppen von Räumen innerhalb einer Villa, aber auch für separate Lust- und Sommerhäuser. In den Kaiserpalästen trugen Diaetae eigene Namen, z. B. Diaeta Hermaeum. Die Aufsicht über die Diaeta führte ein Freigelassener oder ein Sklave, der Diaetarchus.
Später wurden auch einzelne Räume als Diaeta bezeichnet.
Schließlich ist die Bezeichnung Diaeta noch für die Wohnung eines Aufsehers von Grabanlagen, bzw. für die Grabbauten selbst belegt. Auch Schiffskabinen wurden Diaeta genannt.